# Irolt
Irolt is een Friese folkband, opgericht in 1975 door guitarist Nanne Kalma, samen met zangeres Inez Timmer, en gestopt in 1987. Als voorbeeld dienden de Britse folkbands Steeleye Span en Fairport Convention, het Vlaamse Rum en het Nederlandse Fungus. In totaal heeft Irolt zeven albums uitgebracht. De teksten zijn in het Fries en verwijzen doorgaans direct of indirect naar Friesland. De muziek is meestal gecomponeerd door Kalma.

## Historie
Het ontstaan van Irolt moet tegen de achtergrond van de Britse folk-revival van de jaren zestig en zeventig worden gezien. Voordat hij Irolt oprichtte, speelde Nanne Kalma (1949, Amersfoort) vanaf 1972 in de folkband Farmers Union, die Engelstalige muziek speelde, geïnspireerd door de Britse folkbands Steeleye Span en Fairport Convention. Toen de band na een jaar al stopte, was het de periode waarin steeds meer folkgroepen van het Engels op het Nederlands overschakelden. Vooral geïnspireerd door de Vlaamse folkband Rum, die ook in het Vlaams zongen, besloot Kalma samen met zangeres Inez Timmer (1954, Dedemsvaart) een Friestalig album op te nemen. Bij gebrek aan bronnen met traditionele Friese volksmuziek vroeg Kalma een aantal bevriende Friese dichters, onder wie Sybe Krol, om teksten te schrijven gebaseerd op historische Friese verhalen, waarbij hij zelf de muziek schreef. Samen met Timmer en een aantal gastmuzikanten werd vervolgens het eerste Friestalige folkalbum De Gudrun Sêge opgenomen en in 1975 uitgebracht. De titel van het album verwijst naar de middeleeuwse sage rond prinses Gudrun, waarin ook een ridder met de naam Irolt een kleine rol speelt.
Na het uitbrengen van het album De Gudrun Sêge komen er aanvragen voor optredens en besluiten Kalma en Timmer om door te gaan met Irolt, alhoewel dat in eerste instantie alleen als studioproject was opgezet. Guitarist Hans Kerkhoven en accordeoniste Geppy Haarsma (Weidum), die beiden ook op het eerste album hadden meegespeeld, werden vaste bandleden. De bezetting van de band wisselde gedurende het bestaan, en ook het instrumentarium veranderde. Op het eerste album bestond de basis uit gitaren, basgitaar en drums, terwijl op het tweede album, Kattekwea (1977), viool en fluit werden toegevoegd. Vanaf het derde album, De Smid Fan Earnewâld (1979), verdween de percussie van George Snijder en de elektrische gitaar van Kerkhoven en werden alleen nog maar akoestische instrumenten bespeeld, inclusief een tuba. Op het vierde album, Bûtertsjerne (1981), en het zesde album, Doarmje (1984), dat samen met Brouwer's Akkordeonorkest werd ingespeeld, bespeelt Kalma de Noardske Balke, een langwerpige getokkelde of geslagen Friese plankciter of hommel. Naast de verschuiving in het instrumentarium, werden vanaf het derde album sommige liederen ook a-capella meerstemmig gezongen, en verschoven de teksten steeds meer van historisch en mythisch naar abstract en actueel. In 1987 stopte de groep te bestaan, maar in 2015 werd een serie reünieconcerten gegeven.

## Bezetting (op albums)
- Nanne Kalma – Bas, akoestische gitaar, mandoline, autoharp, drum, fluit, Noardse Balke, trombone, viool, percussie, zang (1975, 1977, 1979, 1981, 1983, 1984, 1985)
- Inez Timmer – Zang, blokfluit, tamboerijn (1975, 1977, 1979, 1981, 1983, 1984, 1985)
- Hans Kerkhoven – Elektrische gitaar, akoestische gitaar (1975, 1977, 1979, 1985)
- George Snijder – Drums, percussie (1975, 1977)
- Geppy Haarsma – Accordeon (1975, 1977)
- Aart Kuyt – Zang (1975, 1977)
- Sytse Wagenmakers – Accordeon, zang (1979, 1981, 1983, 1984, 1985)
- Jan Ottevanger – Bas, tuba, gitaar, percussie, zang (1979, 1981, 1983, 1984, 1985)
- Wybe Postma – Gitaar, mandoline, zang (1981, 1983, 1984)
- Gjalt Bosma – Banjo, mandoline, viool, zang (1983, 1984, 1985)
- Ankie van der Meer – Zang, fluit, bodhrán (1983, 1984, 1985)
- Syb Erich – Percussie (1983)

## Discografie
- De Gudrun Sêge (1975)
- Kattekwea (1977)
- De Smid Fan Earnewâld (1979)
- Bûtertsjerne (1981)
- Spylman (1983)
- Doarmje (1984) (met Brouwer's Akkordeonorkest)
- Wêr Sille Wy Ús Nei Wenjen Sette? (1985)